# Strophurus spinigerus
Strophurus spinigerus är en ödleart som beskrevs av  Gray 1842. Strophurus spinigerus ingår i släktet Strophurus och familjen geckoödlor. Inga underarter finns listade i Catalogue of Life.